# Экономика Комор

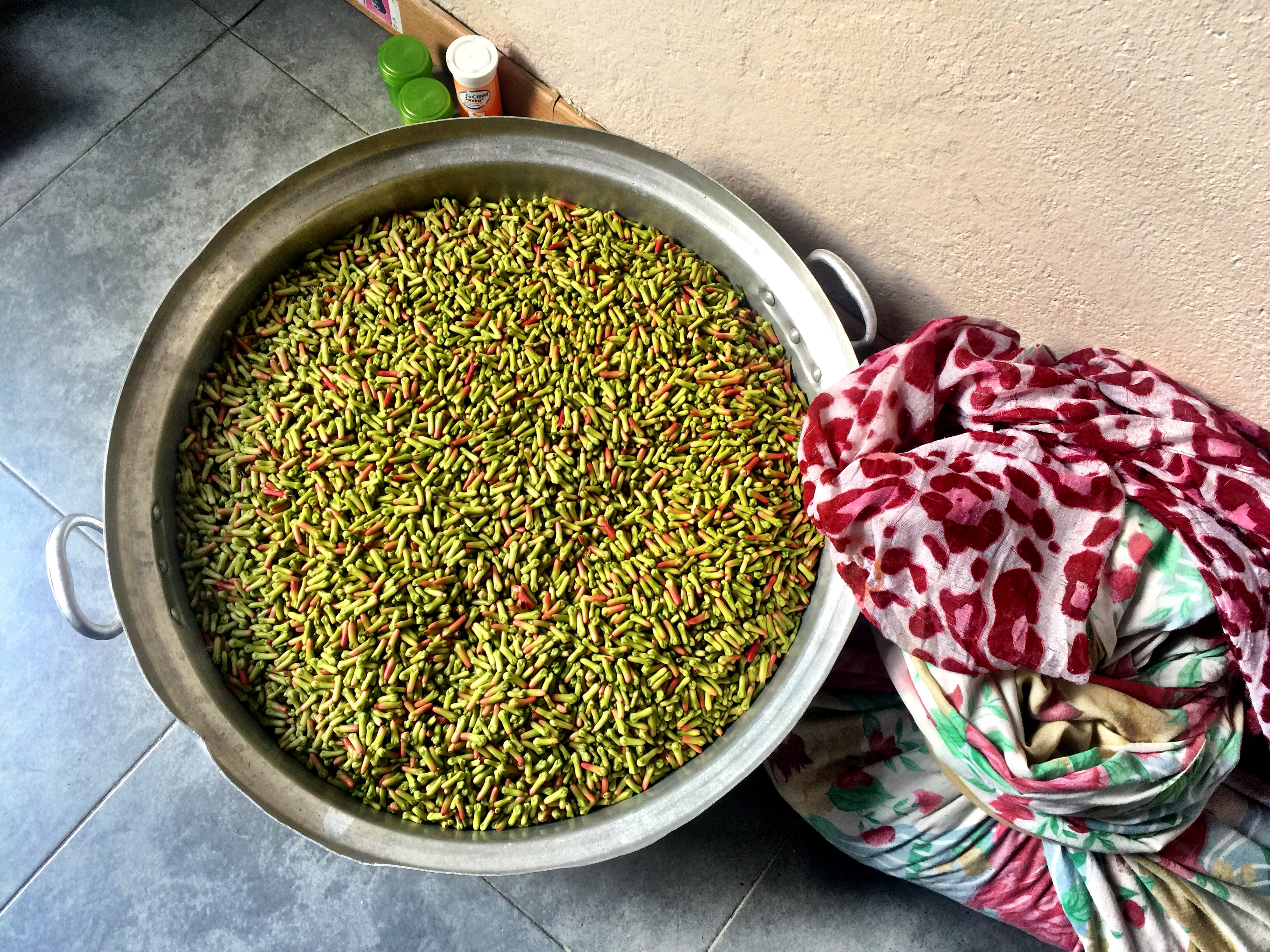
Гвоздика готова к сушке

Коморы — одно из беднейших государств Африки. Среди островных государств Коморские Острова являются одними из самых бедных в мире. По ВВП на душу населения (номинал) — $1300 (самое низкое, 2022 год). По ВВП на душу населения (ППС) — $3364 (5-е самое низкое после Кирибати, Соломоновых Островов, Вануату и Гаити, 2022 год)

## Сельское хозяйство
Доля сельского хозяйства в ВВП Комор — свыше 49 % (2015). В нем занято 4/5 населения (1996). Выращивают главным образом ваниль, гвоздику и бананы.

## Промышленность
Главные отрасли промышленности — легкая и пищевая.

## Транспорт
Аэропорты
- всего — 4 (2013)[2]

Автодороги
- всего — 880 км (2002)[2]
  - из них с твердым покрытием — 673 км

Торговый флот
- всего судов — 121 водоизмещением 564,882 брт/801,238 дедвейт
  - принадлежащие иностранным владельцам — 73[2] (Бангладеш, Болгария, Великобритания, Греция, Кения, Кипр, Китай, Кувейт, Латвия, Ливан, Литва, Нигерия, Норвегия, ОАЭ, Пакистан, Россия, Сирия, США, Турция, Украина).

## Макроэкономика
| Год  | ВВП (млрд долларов) | Инфляция (проценты) |
| ---- | ------------------- | ------------------- |
| 1980 | 0,135               | 13,3                |
| 1985 | 0,115               | 8,4                 |
| 1990 | 0,250               | - 7,4               |
| 1995 | 0,232               | 3,2                 |
| 2000 | 0,204               | 5,9                 |
| 2006 | 0,402               | 4,4                 |
| 2015 | 0,589               | 1,6                 |